# Esszencia (Cseh Tamás)
Az Esszencia dupla válogatáslemez Cseh Tamás 1977 és 2007 között megjelent albumairól. 2007-ben jelent meg – minden dal szövegét Bereményi Géza írta.
Az előadások alatt, amikor énekeltem, látszott, hogy a közönség mely dalokat tartja fontosnak, igazán kedveltnek. Ez az évek hosszú során kiderült. Ezek a dalok szét voltak szórva 16-17 lemezünkre. Némely barátunk unszolt, hogy csináljunk már valamilyen válogatást, ahol nagyjából együtt szerepelnek ezek a számok. Akkor a Gézával leültünk és elég kegyetlenül kiválogattunk 43 dalt, két lemezre. Ez az Esszencia címet kapta, ami a lényegét jelenti annak, amit csináltunk. Harminc év közel ezer dalából ennyi egyáltalán nem sok. Nem volt könnyű kiválogatni.

## A lemez dalai

### CD 1
1. Légy ma gyerek (Tangó) 3:44
2. Balogh Ádám (Antoine és Désiré történelemkönyve) 2:59
3. A 424-es (Désiré apja) 2:39
4. I Love You So 4:08
5. Csőnadrág és hegyescipő (Désiré bottal üti saját nyomát) 2:32
6. Micsoda útjaim (Désiré megnémul) 3:42
7. A 100. éjszaka (Amikor Désiré megérkezett Budapestre) 4:43
8. Telente, vasárnap 3:16
9. Munkásszállás (Amikor Désiré munkásszálláson lakott)1:50
10. Lee van Cleef 6:23
11. Tanulmányi kirándulás 3:13
12. Valóság nagybátyám 3:16
13. A hatvanas évek 2:55
14. A 74-es év 2:40
15. F. M. Dosztojevszkij és az ördög 4:23
16. Krakkói vonat 3:04
17. Budapest 3:26
18. Díszünnepély (Jutalomosztás) 2:29
19. Horvátország 4:50
20. Még ma este (Életem utolsó gesztusa) 2:40
21. A rubinpiros tangó 3:14
22. Az ócska cipő 4:30

### CD 2
1. Arthur Rimbaud elutazik 4:23
2. Nincsen más 2:47
3. Tarpay grófné (A dédapa dala) 3:38
4. Apa kalapja 2:20
5. Váróterem 3:32
6. Ten Years After 3:28
7. Születtem Magyarországon 2:38
8. Fehér babák 4:05
9. Shakespeare (Dal a ravaszdi Shakespeare Williamről) 3:51
10. Somlai Margit 3:08
11. Volt egy időszak 3:14
12. Illegalitás (Illegalitásban) 2:32
13. Lánchíd 2:02
14. A jobbik részem 5:10
15. Gróf Széchenyi István (Gróf Széchenyi István pisztolyát porozza…) 1:54
16. Széna tér 5:30
17. Keresztben jégeső 6:48
18. Orgazmus 3:27
19. Öcsém balladája 5:52
20. Megyek az utcán 2:59
21. Helga 3:58

## Külső linkek
- Esszencia – a szoljon.hu kritikája, 2007 Archiválva 2016. március 5-i dátummal a Wayback Machine-ben;